# Кролевець-Слобідка
Кролевець-Слобідка — село в Україні, у Новгород-Сіверській міській громаді Новгород-Сіверського району Чернігівської області. Населення становить 44 осіб. До 2020 орган місцевого самоврядування — Шептаківська сільська рада.
Через село протікає річка Рома.

## Історія
Час заснування села Кролевець-Слобідка невідомий. Том І «Опису старої Малоросії» зазначає, що в акті 1660 року існує «млин Кролевський, під Новгородком стоячий». При млині й була оселена слобода на початку XVIII століття. Але історія цього населеного пункту має більш давню історію. Підтверджувальна грамота московського царя Василя III від 2 січня 1552 року (правильно 1551 року) Новгород-Сіверському чоловічому Спаському монастирю містить у собі згадку, що «на рекѣ на Раме мнстырская мелница немецкоя». Водночас сама грамота є підтверджувальною двох попередніх грамот московського царя Івана IV. Однак млин із житловою забудовою біля нього на річці Рома існував можливо ще за часів входження Сіверського князівства до складу Великого князівства Литовського і Руського. Згадка про млин литовської будови та млинарської осади біля нього є в «отказной книге» Рильського повіту. «На речке на Роме ж мелничноя │заплота литовского строения а на │ заплоте две клети мелничных брусовых │ а в клети двои жорны а трети нѣ поста │ влены а в другои клети четыри ступы │ да на тои ж их мелницы двор а на дворѣ │ изба да клет».
Саме водяний млин дав початок селу Кролевець-Слобідка, яке виникло як млинарська осада біля монастирського млина на річці Рома, притоці річки Десна. Як і решта населених пунктів, біля млинів у нижній течії річки Рома, село Кролевець-Слобідка спочатку було невеликим хутором з одним чи декількома дворами млинарів, біля яких і утворилися села. 
Село Кролевець-Слобідка входило до складу Новгородської сотні Стародубського полку, парафії церкви Архистратига Михаїла, села Леньків, та належало Новгород-Сіверському чоловічому Спаському монастирю.

## Населення

### Мова
Розподіл населення за рідною мовою за даними перепису 2001 року:
| Мова       | Кількість | Відсоток |
| ---------- | --------- | -------- |
| українська | 44        | 100%     |

## Назва села Кролевець-Слобідка
Назва села Кролевець-Слобідка утворено з двох слів, водночас перше  польське, а друге – українське. Згаданий в акті 1660 року на річці Рома млин має назву Кролевський та походить із польського слова «круль» («król» – укр. «король»). Отже Кролевський млин – це Королевський млин, який був королівською власністю. Назва млина й дала першу назву населеному пункту. Однак, згаданий населений пункт має назву Кролевець-Слобідка, а не Кролевська Слобідка. Назва Кролевець також має польське походження. Польське слово «Крулевець» (Królewiec ) – королівське місто. В Україні є місто Кролевець, а в Польщі населених пунктів із такою назвою набагато більше. Друге слово в назві – «Слобода» – українське. У Польщі подібні поселення називалися «Волями» (Wola). Так називали новоутворені населені пункти, які звільнялися на деякий час (зазвичай – 15-25 років) від виконання повинностей, сплати податку. Ці пільги надавалися власниками земель, щоб притягнути селян з інших місцевостей для проживання в слободі. З закінченням терміну пільг поселенці втрачали свою незалежність. Якби Кролевець-Слобідка була осаджена за часів перебування Новгород-Сіверщини в складі Речі Посполитої (1618-1648 років), то ймовірно назва села Кролевець-Слобідка була б зафіксована в польській назві як Królewska Wola (Королівська Слобода). Однак в акті 1660 року вказаний лише млин із польською назвою «Кролевський», поряд із яким і була заснована слобода вже після Національно-визвольної війни під керівництвом Богдана Хмельницького (1648-1657 років). Після 1657 року Новгород-Сіверському чоловічому Спаському монастирю було повернуто його колішне володіння – Кролевський млин, при якому була й осаджена слобода.
12 червня 2020 року, відповідно до розпорядження Кабінету Міністрів України № 730-р «Про визначення адміністративних центрів та затвердження територій територіальних громад Чернігівської області», увійшло до складу Новгород-Сіверської міської громади.
19 липня 2020 року, в результаті адміністративно - територіальної реформи та ліквідації колишнього Новгород-Сіверського району, село увійшло до новоствореного Новгород-Сіверського району Чернігівської області.

## Люди
В селі народився Голуб Григорій Євстахійович (?—1769) — живописець.